# Ласточковый попугай
Ласточковый попугай (лат. Lathamus discolor) — вид птиц из семейства Psittaculidae, единственный в одноимённом роде (Lathamus).

## Внешний вид
Длина тела 24 см, хвоста примерно 12 см. Окраска оперения зелёная, голова с голубоватым оттенком. На лбу имеется полоса красного цвета. Такого же цвета у него горло и нижние кроющие крыла. Сгиб крыла коричнево-красный. Средние рулевые перья хвоста красно-коричневые, концы их голубые. Ступенчатый хвост длиннее крыла.

## Распространение
Обитает на острове Тасмания и юго-востоке Австралии.

## Образ жизни
Населяют эвкалиптовые леса, лесистые местности, пахотные земли и плантации. Питаются семенами и зёрнами, зеленью, плодами, нектаром и пыльцой, насекомыми и личинками.

## Размножение
Гнездо устраивает в пустотах деревьев на высоте 6-20 метров. В кладке 3-5 белых яиц.